# بغنيتس
بغنيتس (بالألمانية: Pegnitz (town)) هي مدينة و بلدة ألمانية تقع في ألمانيا في بافاريا.

## المدن التوأمة
مدن Slaný و Guyancourt هي مدن توأمة لـبغنيتس.